# Iglesias del Cuzco
El Cusco monumental, surgido en gran parte después del terremoto de 1650, es sin duda uno de los conjuntos más valiosos de la América precolombina y tiene como componente principal sus edificios religiosos.
Tres obras emblemáticas del arte arquitectónico cusqueño, la Catedral, la Compañía y el convento de la Merced, permiten aquilatar la singularidad e importancia de las iglesias del Cuzco.

## Iglesias declaradas patrimonio cultural
El 28 de diciembre de 1972 se expidió la Resolución Suprema del Ministerio de Educación N.º 2900-72-ED, la misma que fue publicada en el Diario Oficial El Peruano el 23 de enero de 1973, que declaró como Patrimonio Cultural de la Nación a la Zona Monumental del Cuzco así como a distintos otros edificios. Entre las iglesias y edificios religiosos que fueron declaradas como Patrimonio Cultural están las siguientes:

### Nuestra Señora de la Almudena

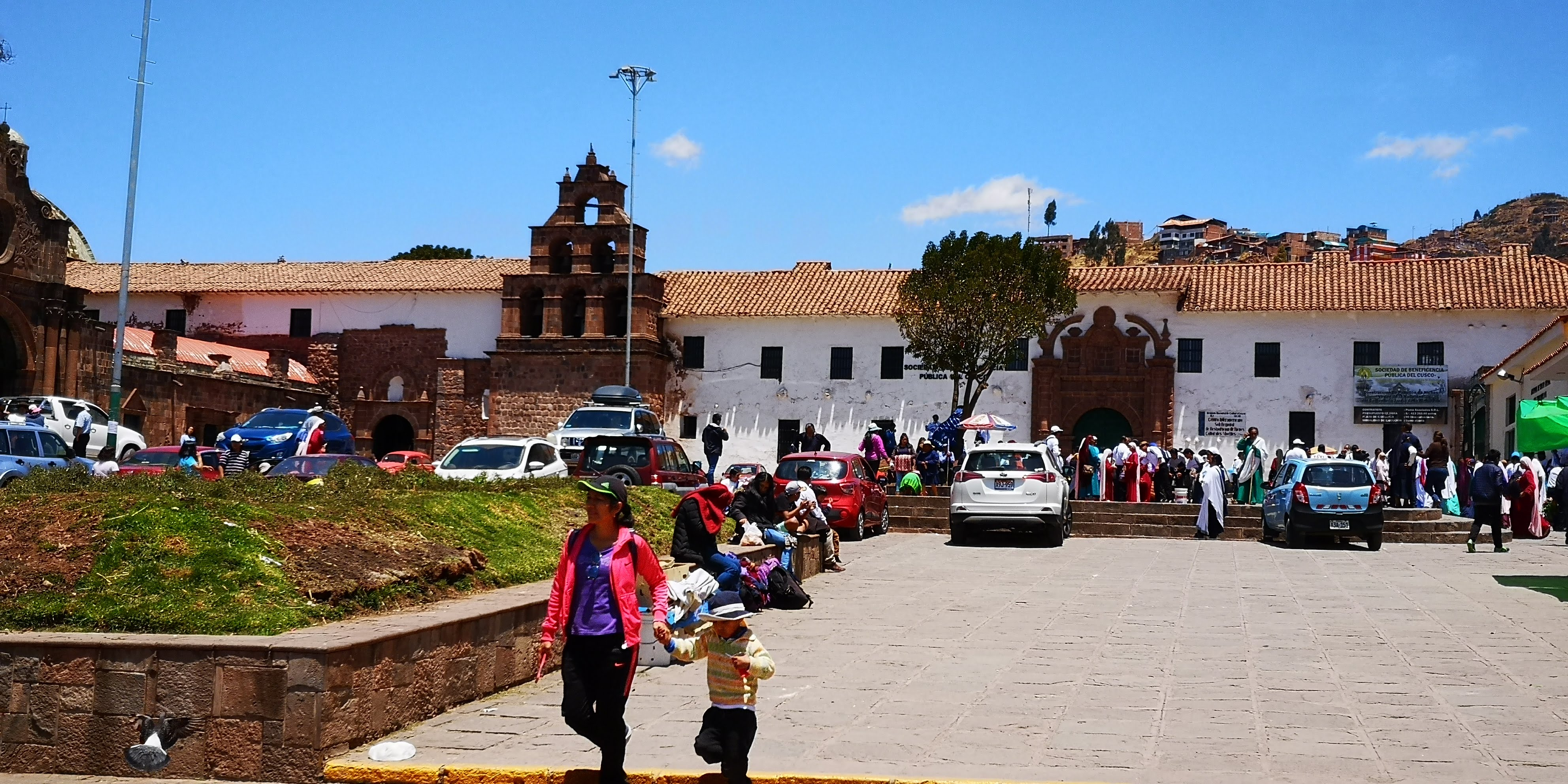
Iglesia de la Almudena

Ubicada en el distrito de Santiago en la Plazoleta de la Almudena que se extiende a un kilómetro y medio al sudoeste de la Plaza de Armas del Cusco, la iglesia de Nuestra Señora de la Almudena forma parte del conjunto del antiguo Hospital de la Orden Bethlemita. Fue inaugurada en 1698, el material utilizado en su edificación es la piedra llana y cal, es de una sola nave, cuenta con una torre adosada al extremo, en su interior destaca la imagen de la Virgen de la Natividad, réplica de la imagen de Nuestra Señora de la Almudena del famoso escultor indígena Juan Tomás Tuyro Túpac. El altar mayor es de estilo barroco mestizo, una parte es dorada y otra policromada, en los laterales existen dos capillas talladas en cedro, existe un púlpito de cedro cuidadosamente tallado y un órgano como reliquia histórica. Recientemente fue restaurada por los alumnos de la Escuela Taller y el Instituto Nacional de Cultura del Cusco.

### Catedral del Cuzco

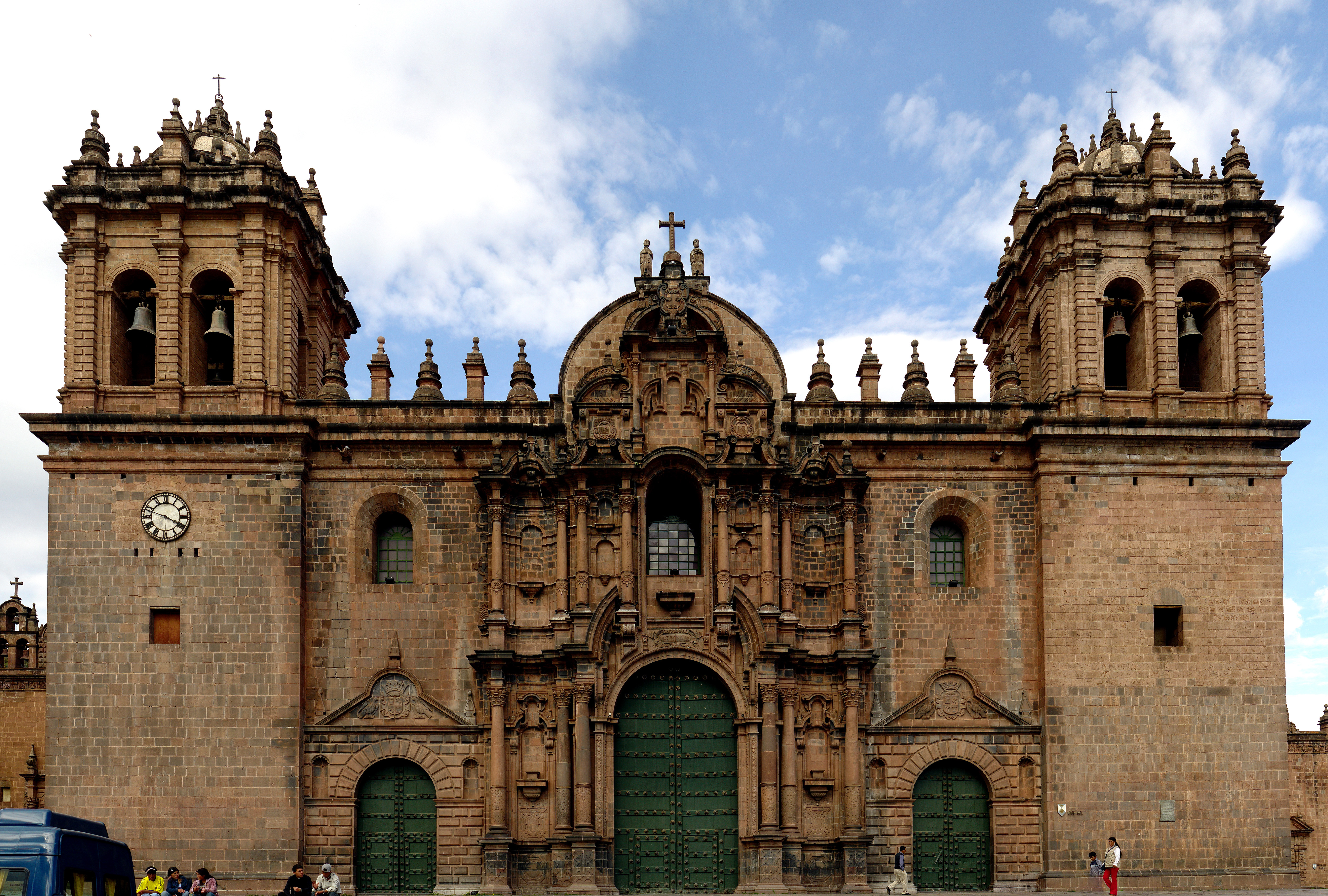
Catedral del Cusco.

La primera iglesia construida en 1539 se corresponde hoy con la actual Iglesia del Triunfo. En 1560 se inició la construcción de la actual basílica que se extendió por 100 años culminándose recién en 1564. El interior de la Catedral se caracteriza por sus proporciones y la simplicidad de sus pilastras y cornisas. Esta sobriedad de líneas parece ser deudora del clasicismo español de un arquitecto como Juan de Herrera, el autor del Escorial, pero debe estar influida, asimismo, por el rigor y simplicidad de las mejores muestras de la arquitectura incaica. Muy distinto es el tratamiento de la puerta principal, que data de segunda mitad del siglo XVII y es considerada como una muestra del barroco cusqueño, pues sobresale por la combinación de los órdenes clásicos de la arquitectura. La catedral fue construida con piedra andesita de reflejos rojizos.

### Iglesia de Belén
La iglesia de Belén está ubicada en la Plazoleta Belén, en el distrito de Santiago, a 1 kilómetro doscientos metros al suroeste de la Plaza de Armas. El corregidor Juan Polo de Ondegardo, cumpliendo lo ordenado por el virrey Andrés Hurtado de Mendoza, fundó la parroquia de indios "Los Reyes" en el barrio de Cayocachi ubicado al oeste de la ciudad. En 1559 dicha parroquia recibió la imagen de la Virgen de Belén, lo que motivó el cambio de nombre. El terremoto de 1650 ocasionó gran deterioro en la iglesia que fue reconstruida sobre el plano preparado por Juan Tomás Tuyro Túpac para la Iglesia de San Pedro quien actuó como arquitecto principal. La obra acaso estuviera terminada en 1696 pero como se puede apreciar en una inscripción en una ventana, la torre y el altar no quedaron totalmente concluidos hasta 1715.

### La Compañía de Jesús

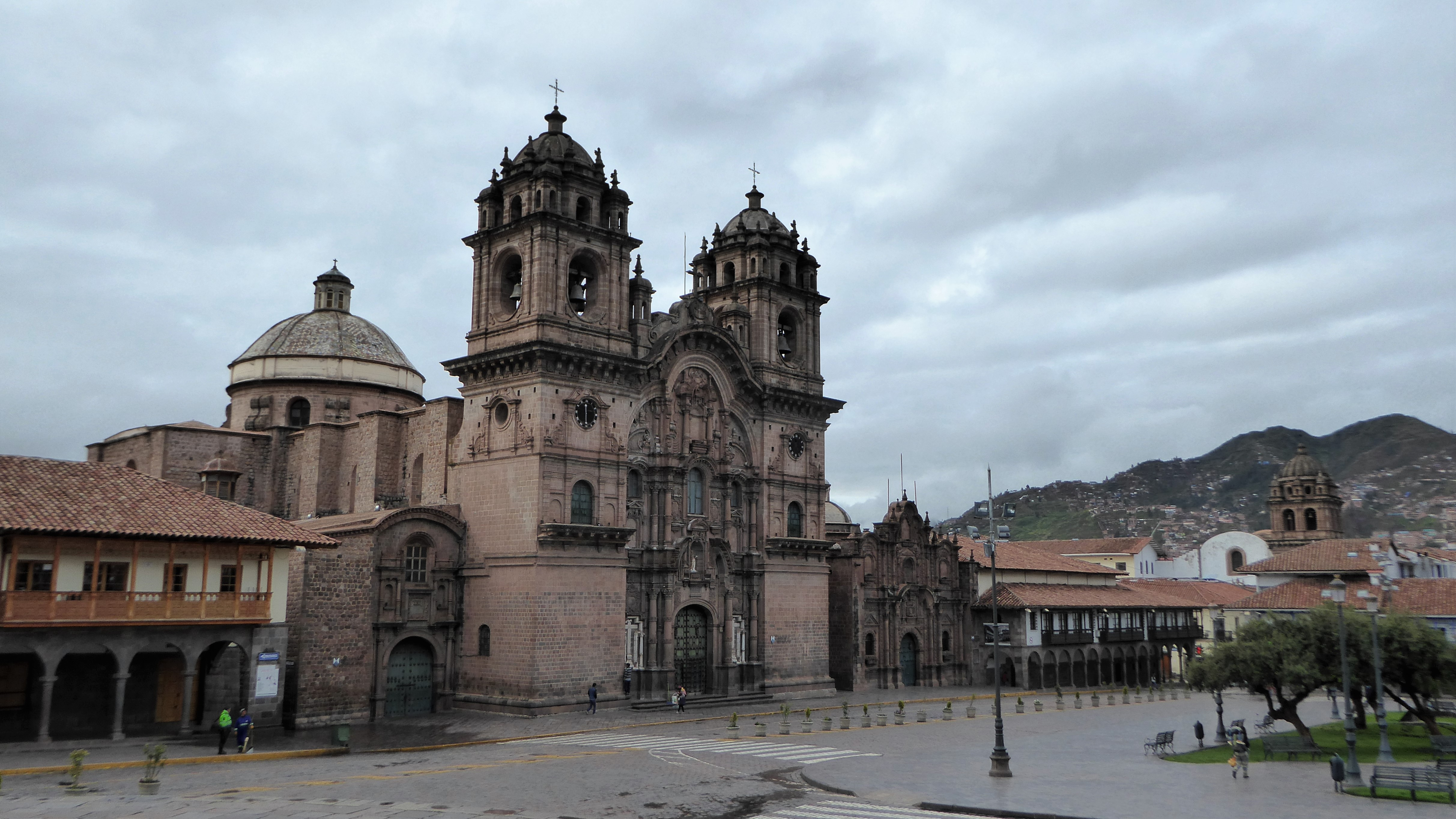
Vista de la iglesia de la Compañía y, a su costado, la Capilla de Loreto.

La iglesia de la Compañía de Jesús fue construida en 1576 y tuvo que ser derruida en 1650 debido a los daños que sufrió en el terremoto de ese año.. En 1651 se inició la construcción del actual edificio que se extendió por 17 años hasta 1668. La iglesia es de piedra, destacándose el basalto rosado y la andesita. Su fachada es un ejemplo clásico del barroco andino y cuenta en su interior con varias pinturas de la escuela cuzqueña. Constituye un complejo religioso al incluir dos capillas laterales, la Capilla de Nuestra Señora de Loreto y la capilla de San Ignacio que actualmente aloja a la Sociedad de Artesanos del Cusco

### Iglesia de Jesús, María y José
Ubicada en el lado norte de la Catedral, forma parte junto con ella y la Iglesia del Triunfo del complejo catedralicio. La iglesia fue construida entre 1723 y 1735.

### Iglesia de Loreto
Ubicada al costado de la Iglesia de la Compañía. Fue construida en 1651 y terminada en 1653. Durante la colonia sirvió como iglesia para indios.

### Iglesia de La Merced

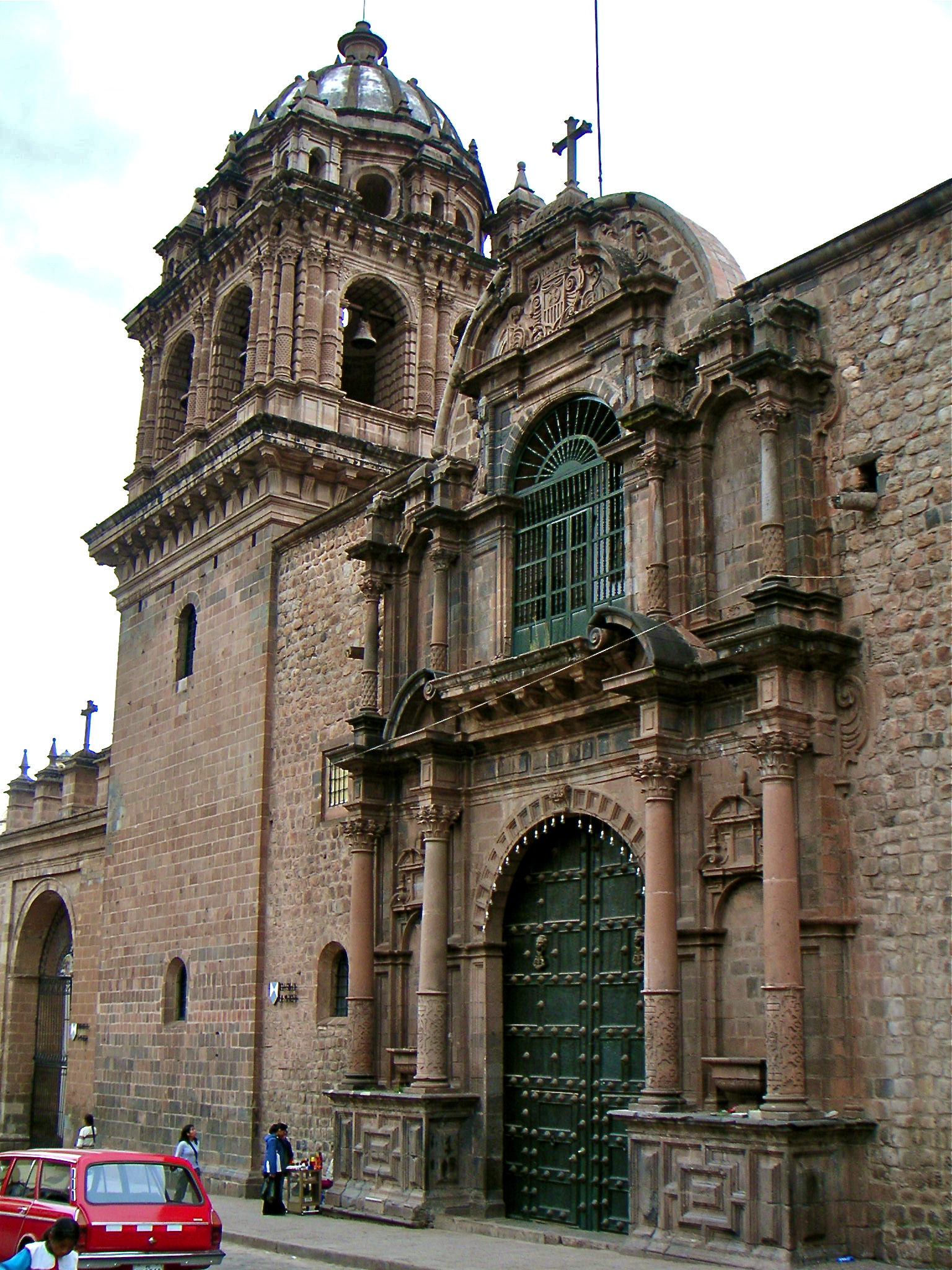
Iglesia de la Merced

No se tiene datos exactos sobre el periodo de construcción de la iglesia de la Merced señalándose genéricamente que el primer templo fue construido en la primera mitad del siglo XVI debiendo ser reconstruido luego del terremoto de 1650. El edificio actual se construyó entre 1651 y 1670. La iglesia destaca principalmente por su convento, y en ella se encuentran las tumbas de los conquistadores Diego de Almagro el Viejo, Diego de Almagro el Mozo y Gonzalo Pizarro.

### Monasterio de las Nazarenas
Desde 1747 el edificio fue entregado para servir como local del Beaterio de las Nazarenas Descalzas fundado en 1698. En 1760, el beaterio es erigido como monasterio. El monasterio cumplió función religiosa hasta fines del siglo XX cuando fue alquilado para servir como oficinas administrativas de la entidad pública COPESCO y, desde el 2007, aloja al Belmond Hotel Palacio Nazarenas. Destaca por su portada, en cuyo dintel hay talladas dos sirenas que escoltan un escudo y que está coronada por un campanario.

### Iglesia de la Recoleta
Iglesia ubicada en la Plazoleta de la Recoleta en la zona de amortiguación del centro histórico de la ciudad del Cusco. La iglesia se inició a construir en 1559 fundada por el padre Francisco de Velasco a expensas del vecinio Toribio de Bustamante y se culminó en 1601.

### Iglesia de San Blas

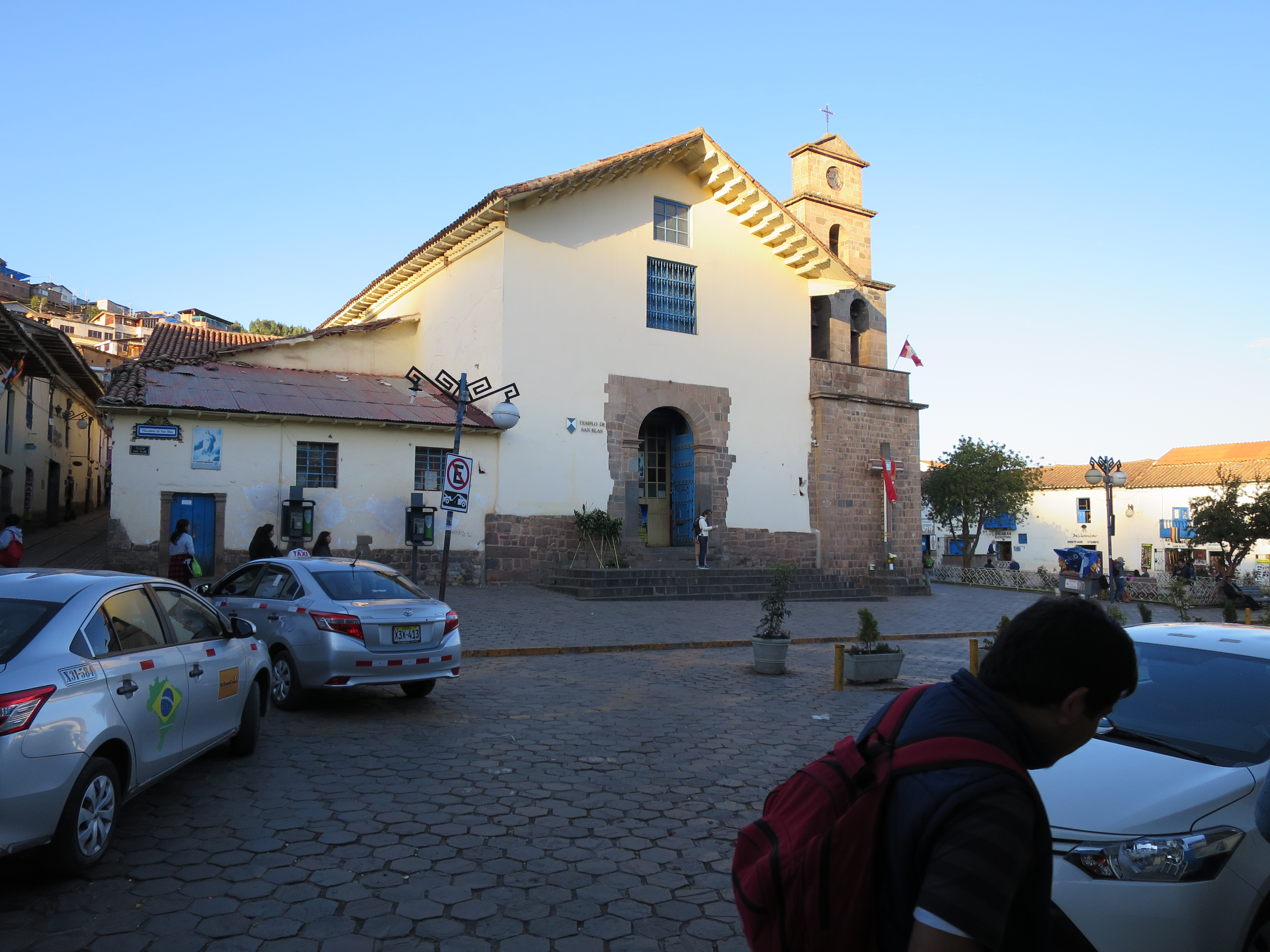
Iglesia de San Blas

La iglesia de San Blas se encuentra ubicada en el barrio de San Blas, denominado como "barrio de los artesanos" y antiguamente denominado T'oqokachi. Su construcción se ubicó sobre el templo incaico a Illapa, el dios inca del trueno, el relámpago y el rayo. Su principal atractivo lo constituye su púlpito tallado en madera de cedro, que es una obra de carpintería artística de estilo churrigueresco español. Su elaboración es atribuida al arquitecto y escultor indígena Juan Tomás Tuyro Túpac.

### Iglesia de San Cristóbal

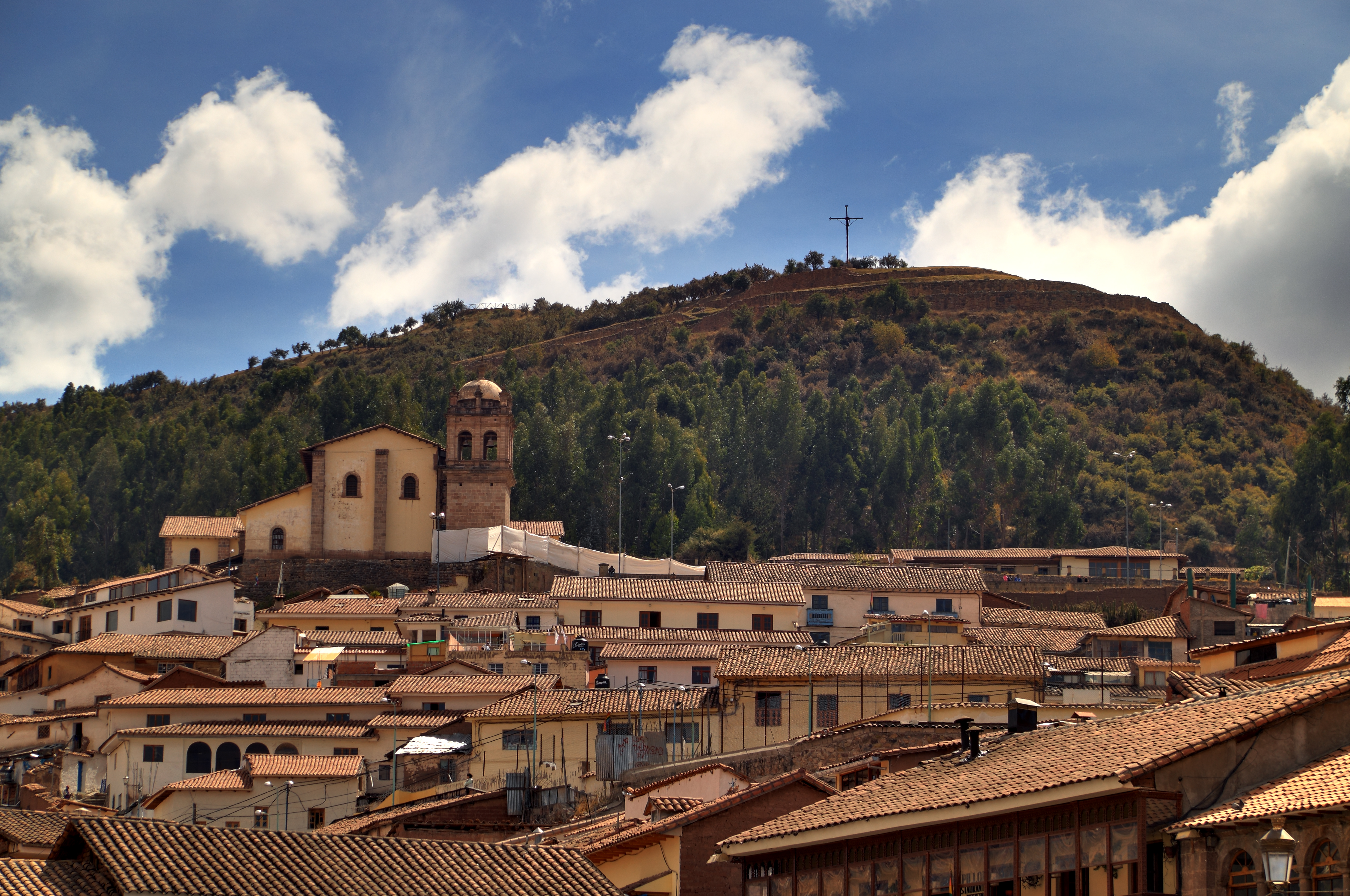
Vista de la Iglesia de San Cristóbal desde la Plaza de Armas

La iglesia de San Cristóbal está ubicada en la ladera del cerro Sacsayhuamán, por lo que domina la vista del centro histórico del Cusco. Sus puertas dan a la plaza del Colcampata, es una de las iglesias más antiguas del Cusco y la ubicada a mayor altura. El templo fue construido por Cristóbal Paullu Inca en 1546 como una capilla en honor a Cristóbal Vaca de Castro. Tras el terremoto de 1650 fue reconstruida por impulso del obispo Manuel de Mollinedo en la forma que tiene actualmente.

### Iglesia de San Francisco

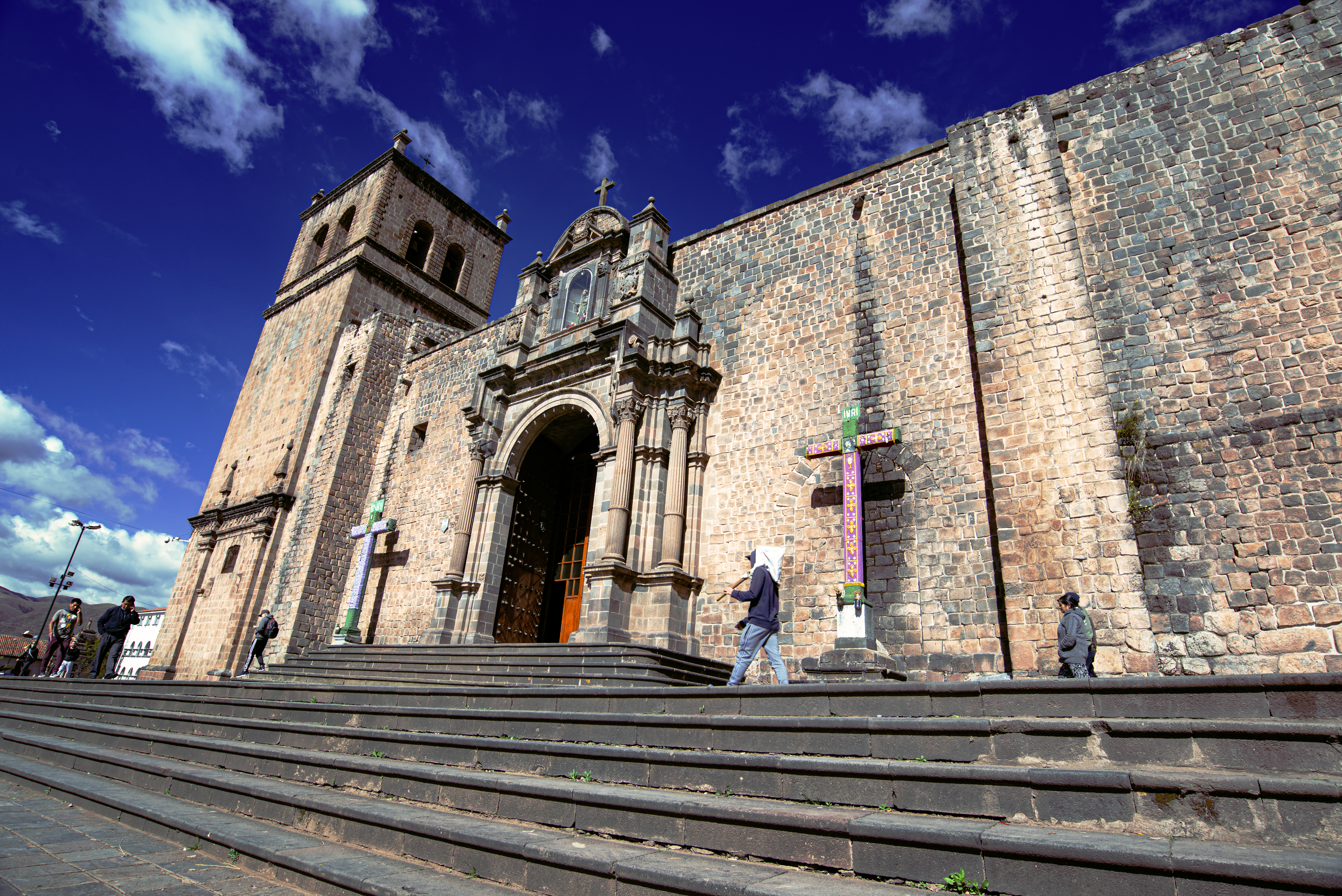
Iglesia de San Francisco

La Iglesia de San Francisco está ubicada en el centro histórico de la ciudad, en la parte suroccidental de la Plaza San Francisco en el terreno que ocupa la Orden Franciscana desde 1549. El primer templo fue construido por orden del virrey Francisco de Toledo en 1572. En 1652 se culminó la construcción del segundo templo, que es el que ha perdurado hasta la actualidad. Tiene un estilo románico y plateresco y aloja, además, una cripta, un convento y un museo.

### Iglesia de San Pedro
La iglesia corresponde al primer templo que fuera construido junto al Hospital de Naturales. En el terremoto de 1650, la iglesia se derrumbó por lo que fue reconstruida en 1688 por auspicio del obispo Manuel de Mollinedo, actuando como arquitecto Juan Tomás Tuyro Túpac.

### Iglesia de Santa Ana

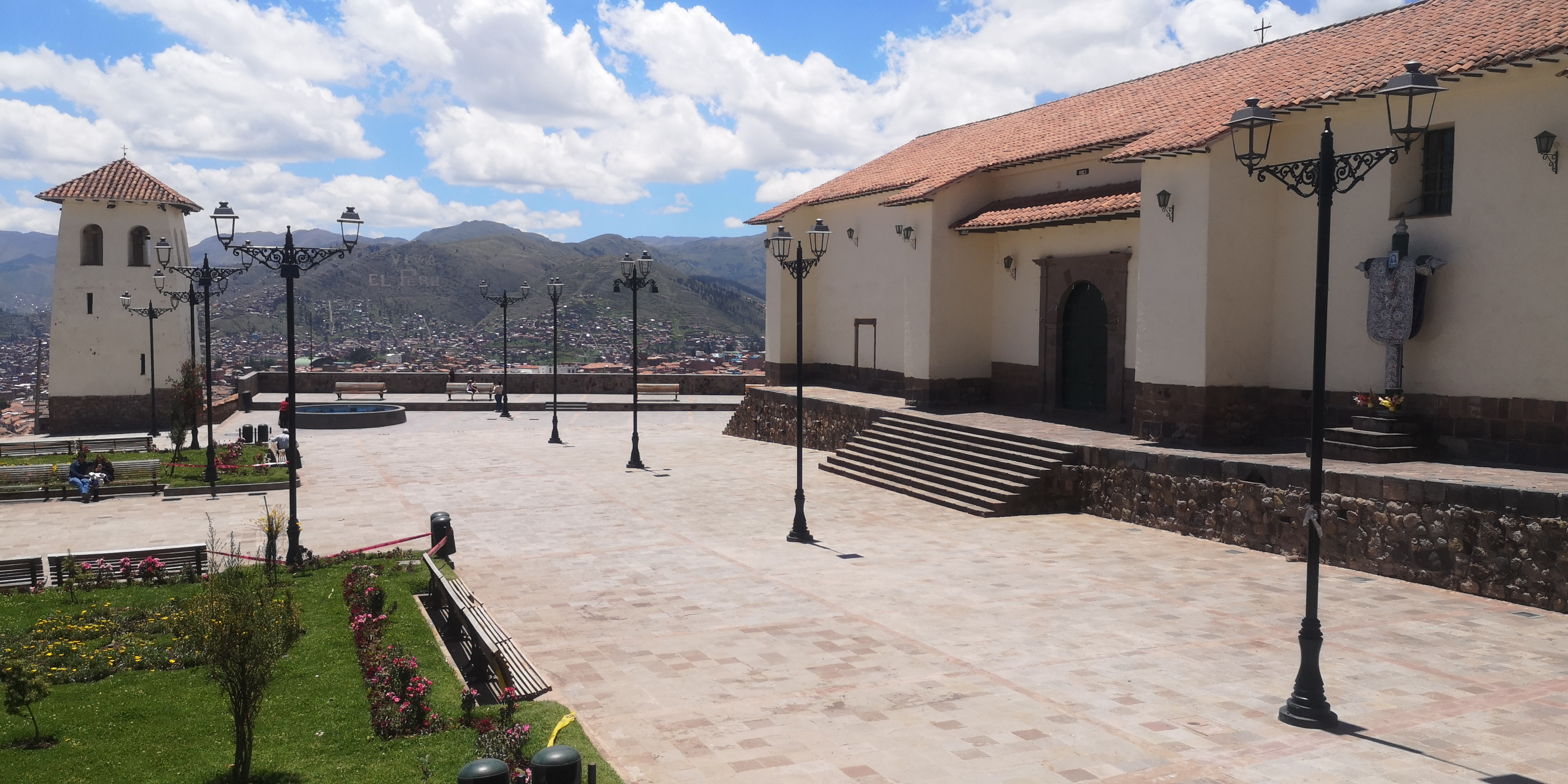
Vista de la iglesia y plazoleta de Santa Ana

La Iglesia de Santa Ana está ubicada en la Plazoleta de Santa Ana al noroeste del centro histórico del Cusco. Fue creada por el corregidor Juan Polo de Ondegardo, cumpliendo lo ordenado por el virrey Andrés Hurtado de Mendoza, como parroquia de indios de "Santa Ana" en el barrio de Q'armenqa. Así, en un llano del cerro se construyó la iglesia, un atrio con plaza y una torre independiente del edificio del templo. El edificio es posterior al terremoto de 1650.

### Iglesia de Santa Catalina
Levantada sobre el Acllahuasi o "Casa de las Escogidas", la primera iglesia fue construida a inicios del siglo XVII por impulso del obispo Fernando de Mendoza González quedando terminada entre 1610 y 1612. Tras el terremoto de 1650 que lo destruyó casi totalmente, en 1651 se inició la reconstrucción del templo que terminó hacia 1669.

### Iglesia de Santa Clara

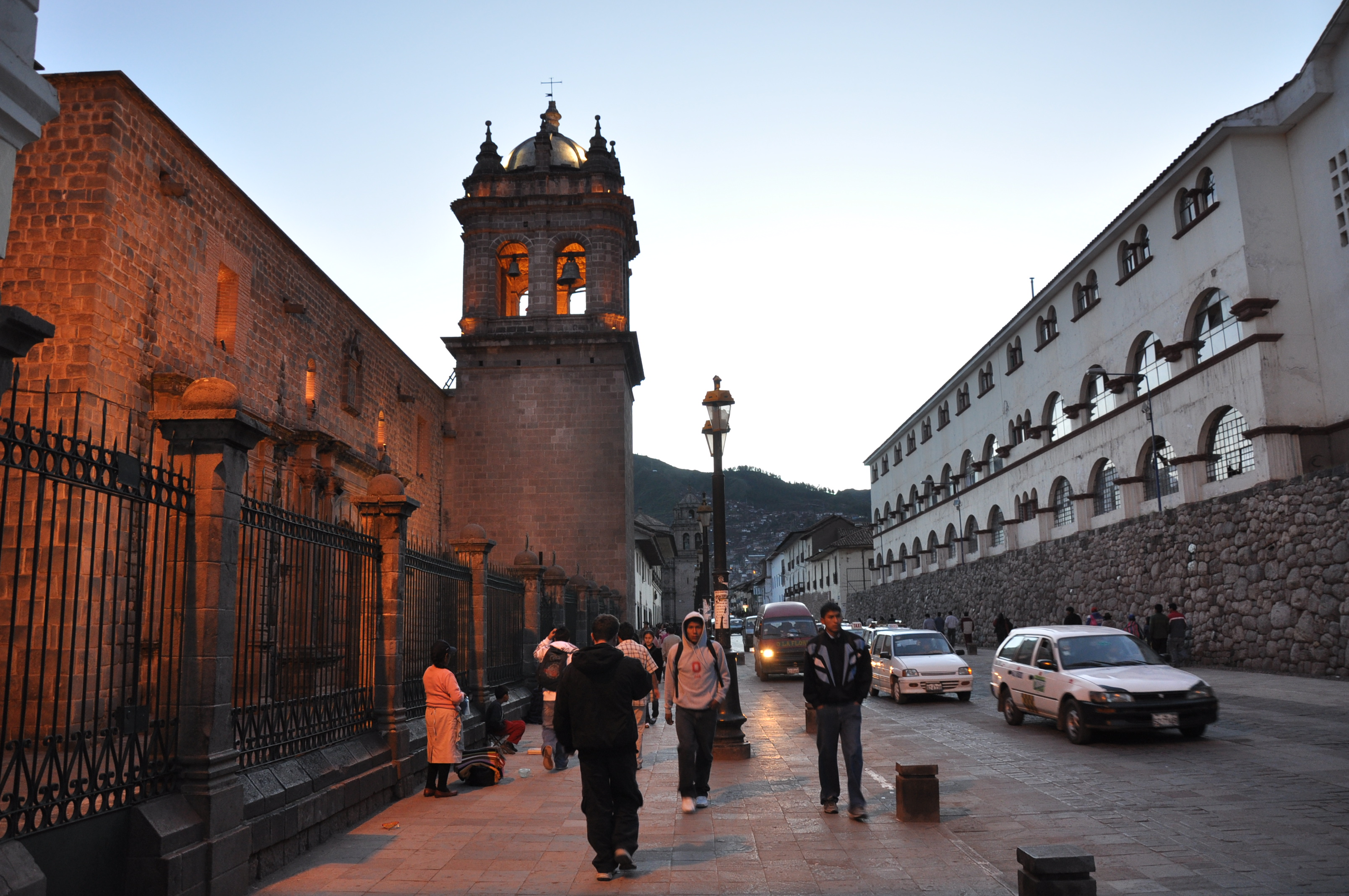
Iglesia de Santa Clara

La iglesia y convento de Santa Clara se ubican en la Calle Santa Clara, a 500 metros al sudoeste de la Plaza de Armas. En 1602 se inició la construcción del edificio y desde 1622 sirve como monasterio ocupado por las monjas clarisas. Es uno de los pocos edificios de la ciudad que no sufrió daños por los terremotos de 1650 y de 1950.

### Iglesia de Santa Teresa
La iglesia de Santa Teresa está ubicada frente al cruce de las calles Siete Cuartones y Santa Teresa y ocupa parte de la manzana cercada por las calles Saphi, Tambo de Montero, Meloc y la ya mencionada Siete Cuartones. Ocupa la parte baja de lo que fue la Casa Silva, que data de fines del siglo XVI. El templo fue levantado en 1673 y desde ese año funciona como monasterio de clausura de las monjas de la Orden de las Carmelitas Descalzas.

### Iglesia de Santo Domingo

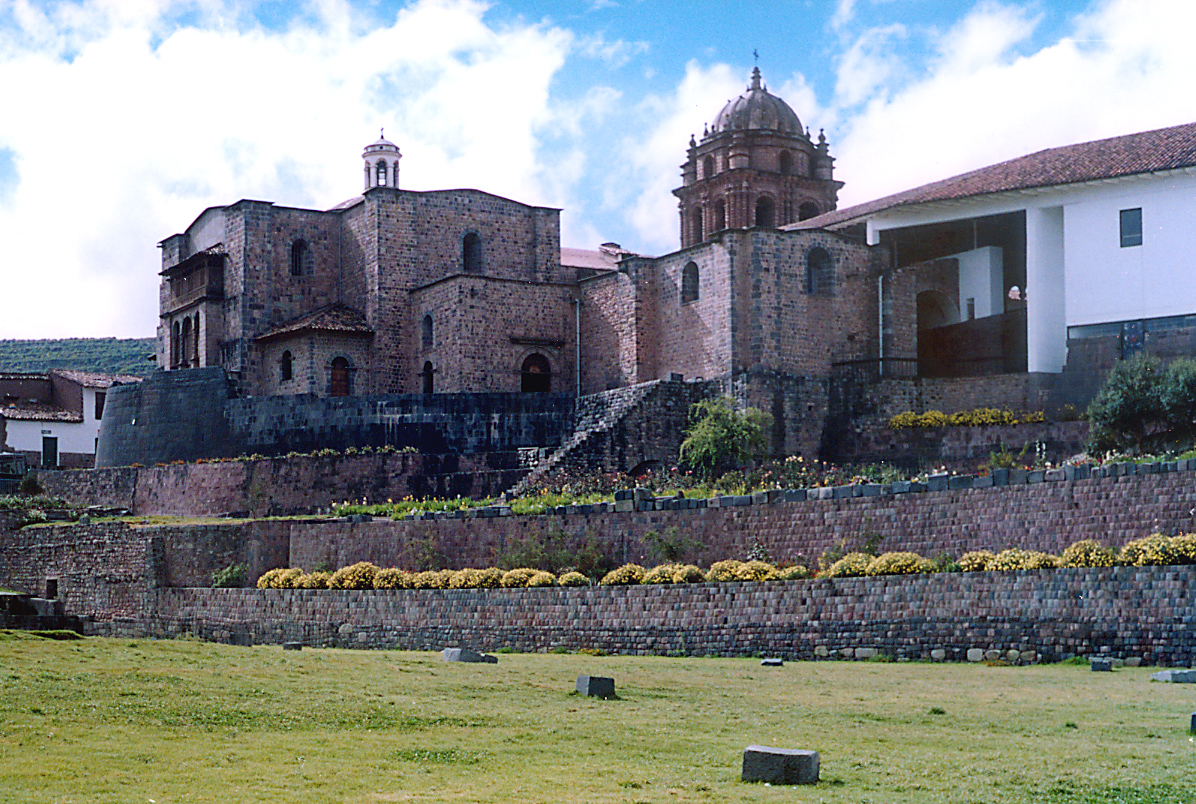
Coricancha e Iglesia del Convento de Santo Domingo.

Singulares son dos conventos que se yerguen sobre antiguos recintos sagrados incaicos. El de Santo Domingo todavía conserva los restos de excelente factura del Coricancha o Templo del Sol y tiene un claustro que, a diferencia del de la Merced, destaca por su sencillez y sobriedad. El elemento más destacado de la iglesia de Santo Domingo, en cambio, es su torre, formada por una base carente de todo adorno que sostiene un campanario vestido de columnas corintias retorcidas, a la manera de columnas salomónicas. El conjunto está rematado por un capitel decorado con mojinetes torneados que le dan el aspecto de un castillo medieval mestizo.

### Iglesia del Triunfo
Junto con la Catedral y la Iglesia de la Sagrada Familia forma el complejo catedralicio de la ciudad del Cusco. Está ubicada al lado norte de la Catedral en la Plaza de Armas de dicha ciudad.

## Otros edificios con importancia histórica
Además de las iglesias que fueron declaradas patrimonio cultural, existen en la ciudad otros edificios que cumplen o cumplieron función religiosa y que resultan destacables históricamente.

### Iglesia de San Sebastián
La iglesia de San Sebastián, en cambio, tiene una fachada de un marcado barroquismo, con columnas corintias profusamente decoradas y, en general, una riqueza de ornamentos entre los que no faltan las hornacinas, los escudetes, las conchas y muchos otros.

### Iglesia de San Juan de Dios
La iglesia de San Juan de Dios se encuentra en el cruce de las calles Nueva Baja y Teatro en el centro histórico del Cusco. Inicialmente fue la capilla del Hospital de San Juan de Dios construida en el siglo XVII y administrada por la Orden Hospitalaria de San Juan de Dios. Sirvió como tal hasta la época de la independencia cuando Simón Bolívar ordenó su fusión con el Hospital de la Orden Bethlemita. Entre 1826 y 1845 alojó a la Casa de Moneda del Cusco y desde 1845 al Colegio Educandas.

## Iglesias en los alrededores de la ciudad
Esta riqueza arquitectónica no debe hacer olvidar, sin embargo, que hasta los pueblos más pequeños del departamento del Cusco cuentan con importantes e imponentes iglesias, verdaderas catedrales de piedra y adobe que con frecuencia guardan tesoros artísticos en su interior.
De arquitectura en muchos sentidos destacada son, por ejemplo, los templos de Coporaque, distrito de la provincia de Espinar, y de Santo Domingo, capital de la provincia de Chumbivilcas. Construido al parecer en la segunda mitad del siglo XVII, el primero constituye una excelente muestra de lo que los especialistas llaman arquitectura peruana mestiza. Sus elementos más destacados, además de una singular capilla abierta con arcos, son la portada lateral y la fachada principal, ambas de piedra profusamente labradas con motivos ornamentales prehispánicas.
Notorio es, asimismo, el aporte indígena en la portada del templo de Santo Tomás, con una Santísima Trinidad labrada en piedra bastante curiosa, donde el Dios Padre presenta cabeza de Sol, mientras el Hijo y el Espíritu Santo están representados con imágenes humanas con las cabezas cubiertas con chullos (gorro andino). Este templo es emblemático de la tendencia que los especialistas denominan "barroco andino".

#### Libros y Publicaciones
- Amado Gonzales, Donato (2003). «De la casa señorial al beaterio Nazarenas». Revista Andina (36). Archivado desde el original el 9 de diciembre de 2019. Consultado el 9 de diciembre de 2019.
- Angles Vargas, Víctor (1983a). Historia del Cusco (Cusco Colonial) Tomo II Libro Primero. Lima: Industrialgrafica S.A.
- Angles Vargas, Víctor (1983b). Historia del Cusco (Cusco Colonial) Tomo II Libro Segundo. Lima: Industrialgrafica S.A.
- Angles Vargas, Víctor (1988). Historia del Cusco Incaico Tomo I. Lima: Industrialgráfica S.A.
- Kubler, George (1953). «Cuzco Reconstrucción de la ciudad y restauración de sus monumentos Informe de la misión enviada por la Unesco en 1951». UNESCO. Consultado el 26 de agosto de 2019.

- Datos: Q5913036
- Multimedia: Churches in Cusco / Q5913036